# Pou d'aire (condensador)

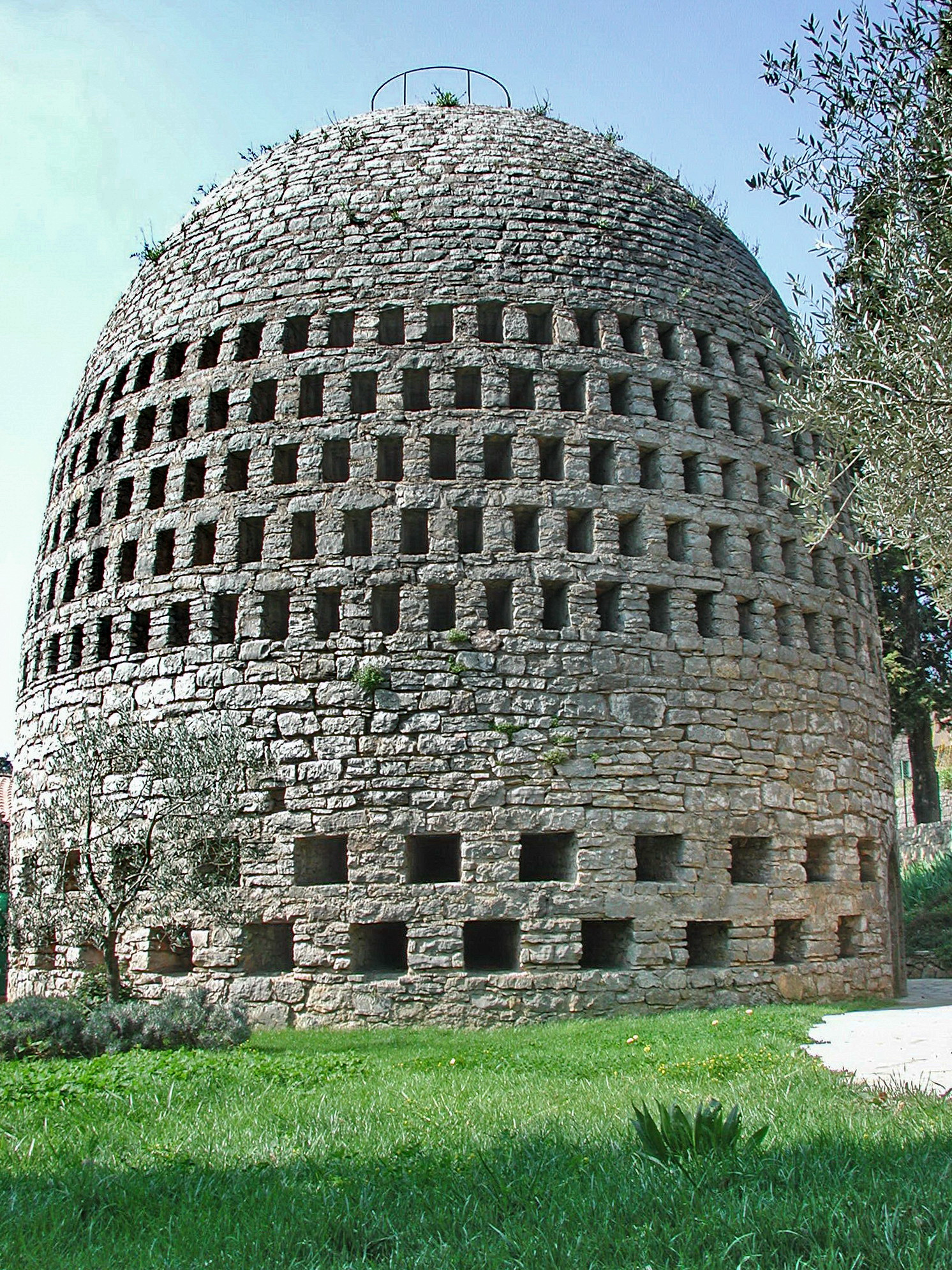
Pou aire d'alta massa de l'enginyer belga Achile Knapen en Trans-en-Provence.

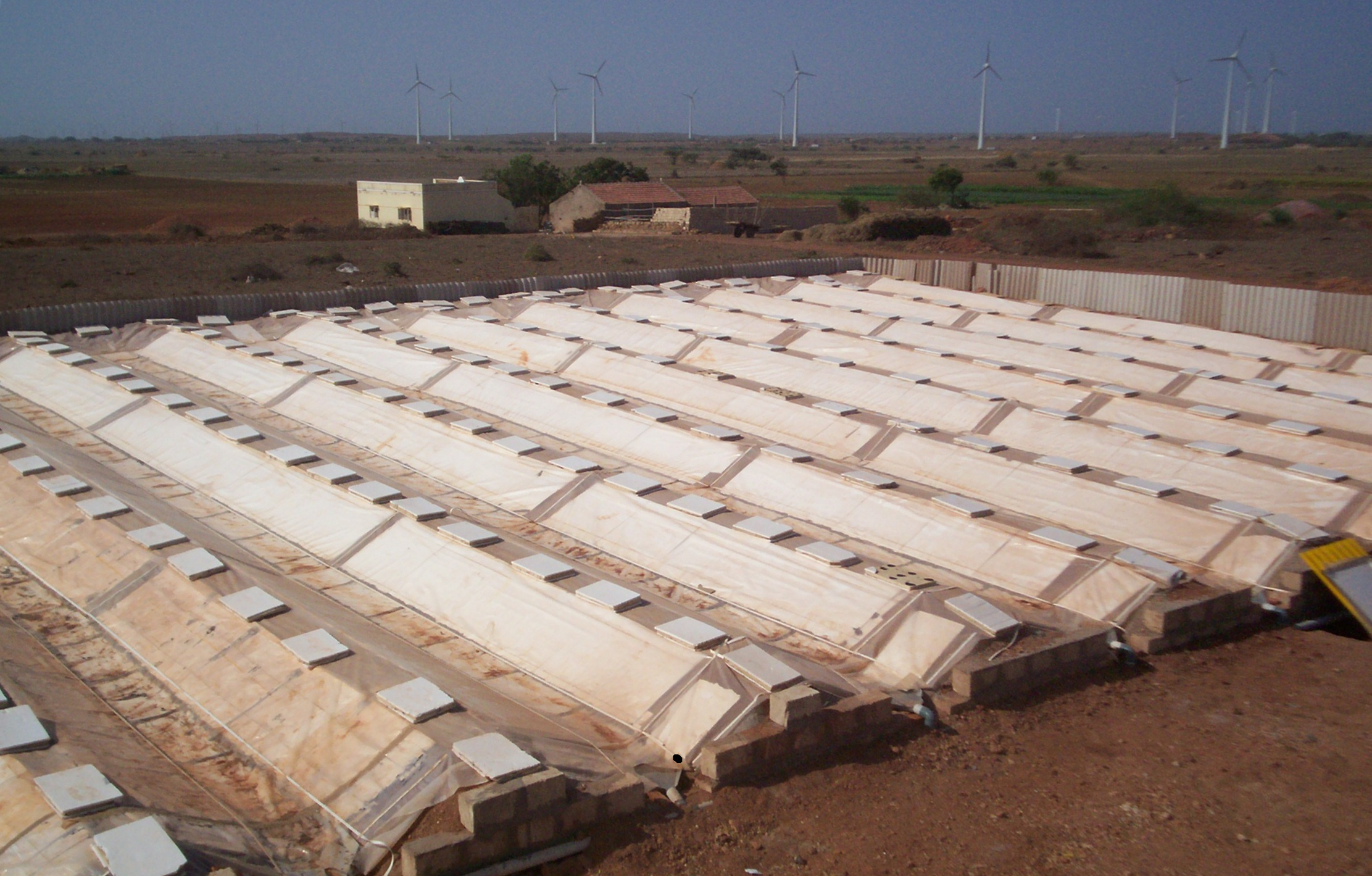
Un condensador radiativo de 550 m² en el nord-est d'Índia.[1

Un pou aeri o pou d'aire és una estructura o dispositiu que recull aigua que prové de la condensació de la humitat de l'aire. Hi ha molts i variats dissenys de pous d'aire. Els més senzills són totalment passius: no requereixen font d'energia externa i tenen poques parts mòbils o cap.
Els dissenys emprats són principalment de quatre tipus: de gran massa, radiació, actiu i nanotecnològic :
- Els de gran massa es van utilitzar a principis del segle xx; aquest enfocament no va funcionar com s'esperava.[2]
- A finals del segle xx es van usar col·lectors radiatius de mida petita, que van demostrar ser molt més efectius.[2]
- Els col·lectors actius recullen l'aigua de la mateixa manera que ho fa un deshumidificador ; encara que funcionen bé, requereixen una font denergia, fent-los poc econòmics, excepte en circumstàncies especials. Col·lectors d'aquest tipus amb dissenys innovadors busquen minimitzar els requeriments d'energia i/o utilitzar energia renovable.
- Els col·lectors nanotecnològics, usats des de començaments del segle xxi, són col·lectors passius que utilitzen l'efecte lotus.

## Fonament

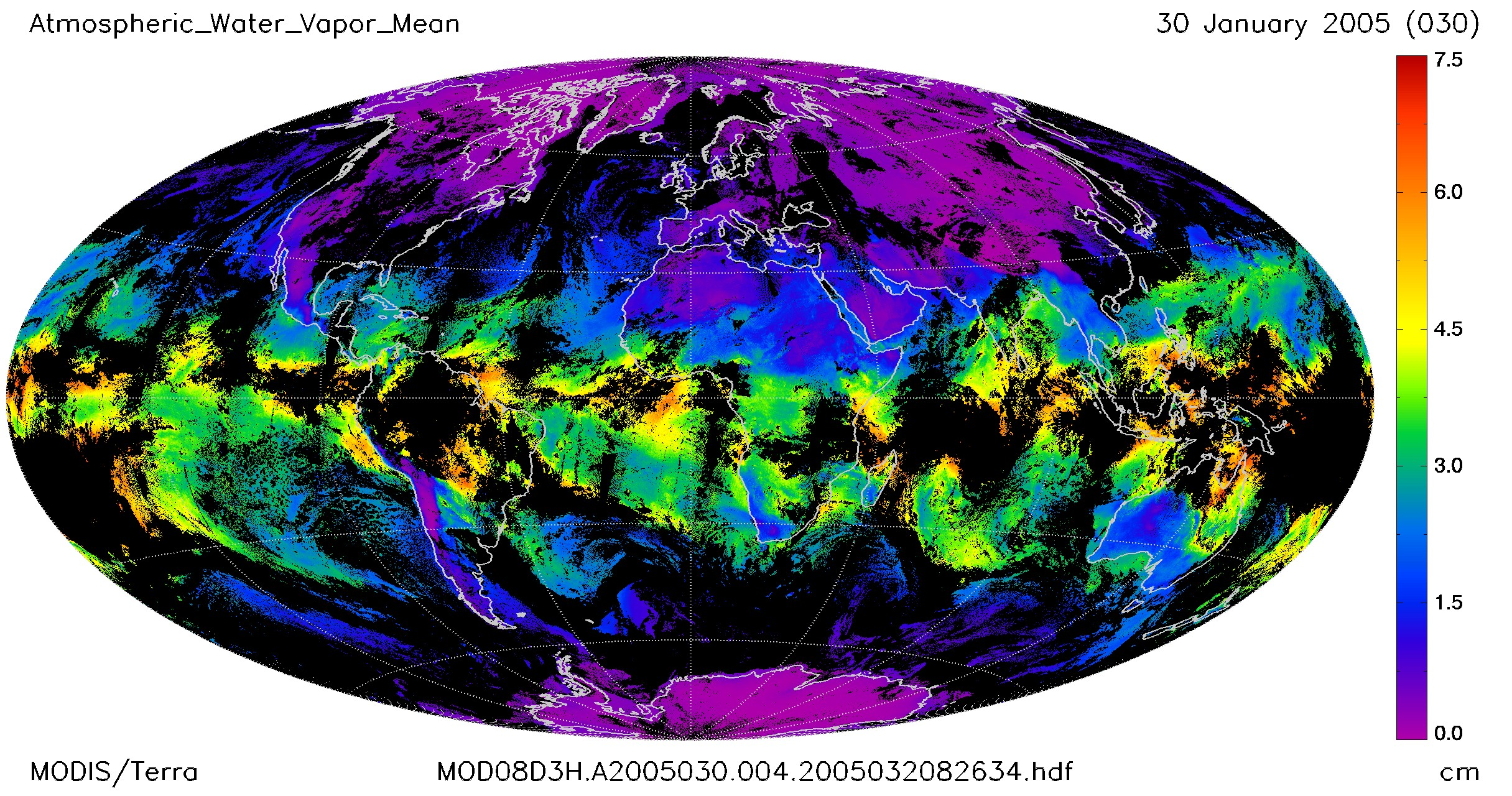
Vapor d'aigua atmosfèric global per al 30 de gener del 2005. Hivern a l'hemisferi nord i estiu a l'hemisferi sud.

Tots els dissenys de pous d'aire incorporen un substrat amb una temperatura suficientment baixa perquè es formi rosada. La rosada és una forma de precipitació que es produeix naturalment quan el vapor d'aigua atmosfèric es condensa sobre un substrat. És diferent de la boira ; la boira està feta de gotes d'aigua que es condensen al voltant de les partícules a l'aire. La condensació allibera calor latent, que ha de ser dissipat per tal de continuar recol·lectant aigua.
Un pou aeri requereix que hi hagi humitat a l'aire. Fins i tot als deserts, l'aire conté petites quantitats d'aigua. D'acord amb Beysens i Milimouk: "L'atmosfera conté 12 900 km³ d'aigua dolça, que es compon d'un 98 % de vapor d'aigua i 2 % d'aigua condensada ( núvols ): una xifra comparable als recursos d'aigua líquida renovables de les terres habitades (12 500 km³)." La quantitat de vapor d'aigua continguda a l'aire es comptabilitza comunament com a humitat relativa, i depèn de la temperatura de l'aire, ja que l'aire més càlid conté més vapor d'aigua que el fred. Quan l'aire es refreda al punt de rosada, se satura, i la humitat es condensa sobre les superfícies adequades. Per exemple, la temperatura de rosada de l'aire a 20 °C (68 °F) i 80 % d'humitat relativa és 16 °C (61 °F). La temperatura de rosada cau a 9 °C (48 °F) si la humitat relativa és del 50 %.
El 1900, prop del lloc de l'antiga ciutat bizantina de Feodosia, van ser descoberts tretze grans munts de pedres per Zibold que era l'enginyer forestal a càrrec d'aquesta àrea Cada pila de pedra cobria poc més de 900 m² i tenia una altura de 10 m. Les troballes es van associar amb les restes de canonades terracota de 75 mm de diàmetre, que aparentment van portar a pous i fonts de la ciutat. Zibold va concloure que les piles de pedra eren condensadors que proveïen a Feodosia amb aigua; i es calcula que cada pou aeri podia produir ben bé més de 55400 l cada dia.
Pedres utilitzades com a mantell augmenten significativament els rendiments dels cultius en zones àrides. Un cas especial es dona a les Illes Canàries : a l'illa de Lanzarote la pluja mitjana anual és 140 mil·limetres (5.5 in) i no hi ha rius. Tot i això, els cultius substancials es cultiven mitjançant l'ús d'un llit de pedres volcàniques, un truc descobert després de les erupcions volcàniques de 1730. Hi ha qui considera que el mantell de pedra promou la rosada; encara que la idea ha inspirat a alguns estudiosos, sembla poc probable que l'efecte sigui significatiu. Per contra, les plantes són capaces d'absorbir la rosada directament de les fulles, i el principal benefici d'una capa de pedra és reduir la pèrdua d'aigua del sòl i eliminar la competència de les males herbes.

## Història
A partir de principis del segle xx, una sèrie d'inventors van experimentar amb col·lectors de gran massa. Investigadors notables van ser l'enginyer rus Friedrich Zibold (de vegades es posa com Friedrich Siebold), el bioclimatólogo francès Leon Chaptal, l'investigador alemany-australià Wolf Klaphake i l'inventor belga Achille Knapen.

### Col·lector de Zibold

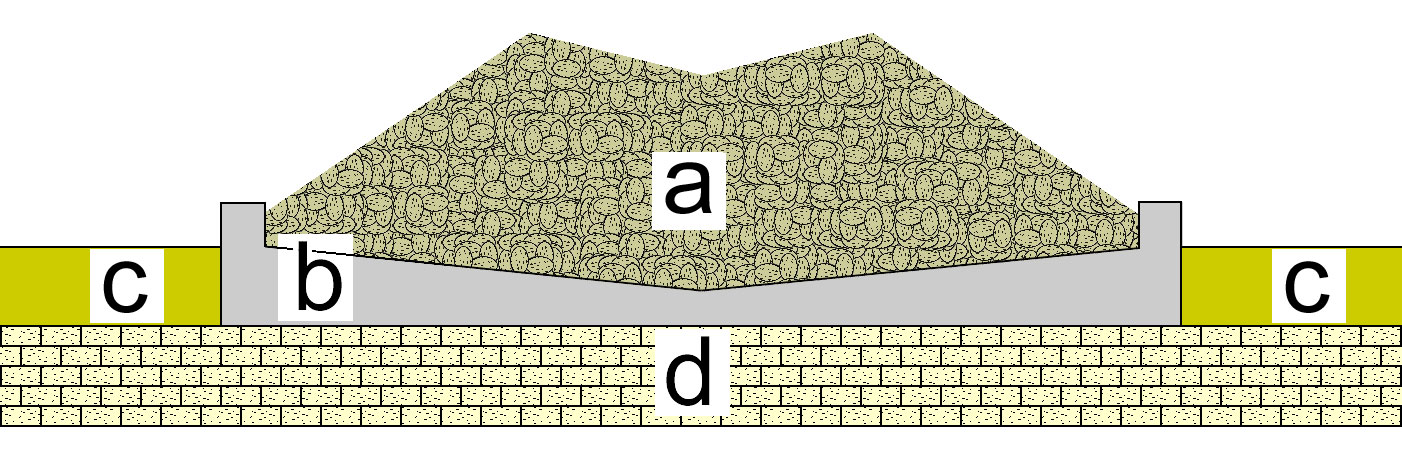
Una secció a través del condensador de rosada Zibold. (a) és un tronc de con construït amb còdols de sorra de 20 m de diàmetre a la base i 8 m de diàmetre a la part superior. (b) és un recipient de formigó; un tub (no mostrat) condueix lluny de la base de la tassa a un punt de recollida. (c) és el nivell del sòl i (d) és la base calcària natural.

En 1900, prop de la ciutat romana d'Orient de Feodosia, van ser descoberts 13 grans munts de pedres per Zibold que era un forestal i l'enginyer a càrrec d'aquesta àrea. Cada pila de pedra cobria poc més de 900 m² i tenia una alçada de 10 m. Les troballes es van associar amb les restes de canonades de terracota de 75 mm de diàmetre, que aparentment van portar a pous i fonts de la ciutat. Zibold va concloure que les piles de pedra eren condensadors que proveïen Feodosia amb aigua; i es calcula que cada pou aeri podia produir més de 55 400 El dia.
Per verificar la seva hipòtesi Zibold va construir un condensador amb piles de pedra a una altitud de 288 ma la muntanya Tepe-Oba, prop de Feodosia; estava envoltat per un mur de 1 m d'alçada i 20 m dample, al voltant duna àrea de recol·lecció en forma de bol amb drenatge. Zibold va fer servir les pedres del mar de 10 a 40 cm de diàmetre apilades fins a 6m d'alçada amb forma troncocònica de 8 m de diàmetre a la part superior. La forma de la pila de pedra permet un bon flux d'aire amb contacte tèrmic només mínim entre les pedres.
El condensador de Zibold va començar a operar el 1912 amb una producció diària màxima que es va estimar haver estat de 360 L (Zibold no va publicar resultats). La base va desenvolupar filtracions que van obligar l'experiment a posar fi el 1915 i el lloc va ser parcialment desmantellat abans de ser abandonat. Encara que el lloc va ser redescobert el 1993 i netejat. El condensador de Zibold va ser aproximadament de la mateixa mida que les antigues piles de pedra que s'havien trobat, i encara que el rendiment va ser molt menor que el rendiment que Zibold havia calculat per a les estructures originals, l'experiment va servir d'inspiració per als desenvolupadors posteriors.

### Col·lector de Chaptal
Inspirat pel treball de Zibold, Chaptal va construir un petit pou aeri a prop de Montpeller el 1929. El condensador de Chaptal és una estructura piramidal de formigó de 3 m² i 2.5 m d'alt, es va omplir de 8 m³ de peces de calcària d'aproximadament 7.5 cm de diàmetre. Els orificis de ventilació són petits envoltant les parts superior i inferior de la piràmide, i poden ser tancats o oberts segons calgui per controlar el flux d'aire. L'estructura es deixa refredar de nit i de dia queda exposada a l'aire calent i humit. Posteriorment la rosada formada a les peces de pedra calcària es recull en un dipòsit per sota del nivell del sòl. La quantitat d'aigua obtinguda varia entre 1 i 2,5 El dia depenent de les condicions atmosfèriques.
Chaptal no va considerar el seu experiment com un èxit. Quan es va retirar el 1946, va deixar el condensador fora de servei, possiblement perquè no volia deixar una instal·lació incorrecta capaç d'induir a error els que més tard podrien continuar els estudis dels pous aeris.

### Col·lectors de Klaphake
Wolf Klaphake va ser un químic d'èxit que va treballar a Berlín entre la dècada de 1920 i la de 1930. Durant aquest temps, va provar diverses formes de pous aeris a Iugoslàvia i la Illa de Vis del Mar Adriàtic. El seu treball es va inspirar en Zibold ia Maimònides, un conegut erudit jueu que va escriure en àrab fa uns 1000 anys i que esmenta l'ús de condensadors d'aigua a Palestina.
Klaphake va experimentar amb un disseny molt simple: una zona de vessant d'una muntanya era buidada i es va allisar amb una superfície impermeable. Va ser a l'ombra d'un tendal senzill, acompanyat de pilars o crestes. Els costats de l'estructura estaven tancats, però les vores superior i inferior es van deixar oberts. A la nit el vessant de la muntanya es refredaria, i la humitat del dia seria cobrar i córrer per la superfície allisada. Encara que el sistema aparentment treballava, no obstant això era car, i Klaphake finalment va adoptar un disseny més compacte basat en una estructura de maçoneria. Aquest disseny va ser un edifici en forma de pa de sucre, d'uns 15 m d'alt, amb parets d'almenys 2 m de gruix, amb forats en la part superior i en la part inferior. La paret exterior estava feta de formigó per donar una alta capacitat tèrmica, i la superfície interna estava feta d'un material porós tal com la pedra arenisca. segons Klaphake:
Presumptament s'han identificat les petjades dels condensadors de Klaphake.
El 1935, Wolf Klaphake i la seva esposa Maria van emigrar a Austràlia. Probablement la decisió d'emigrar fou principalment el resultat de les trobades de Maria amb les autoritats nazis; la decisió d'establir-se a Austràlia (en lloc de, per exemple, a Gran Bretanya) va ser influenciat pel desig de Wolf de desenvolupar un condensador de rosada. Com que és un continent sec, Austràlia probablement necessitarà altres fonts d'aigua dolça, i el Primer Ministre d'Austràlia del Sud, que havia conegut a Londres, havia expressat interès. Klaphake va fer una proposta específica per a un condensador a la petita ciutat de Cook, on no hi havia subministrament d'aigua potable. A Cook, la companyia ferroviària havia instal·lat anteriorment un gran condensador actiu alimentat per carbó, però era prohibitivament car de mantenir, ja que era més barat transportar aigua. Tot i això, el govern d'Austràlia va rebutjar la proposta de Klaphake, i va perdre interès en el projecte.

### Pou aeri de Knapen

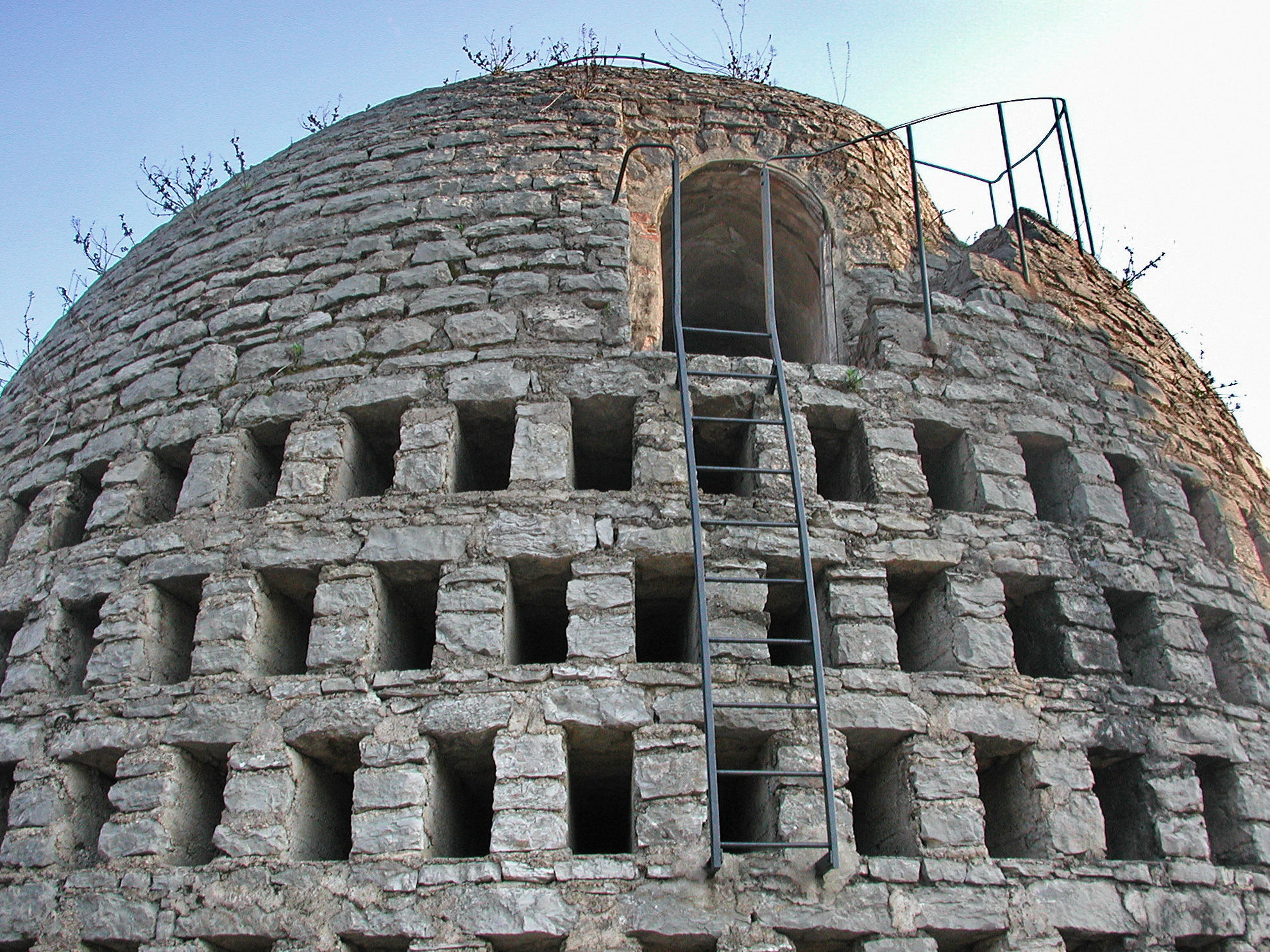
Exterior del pou aeri de Achille Knapen.

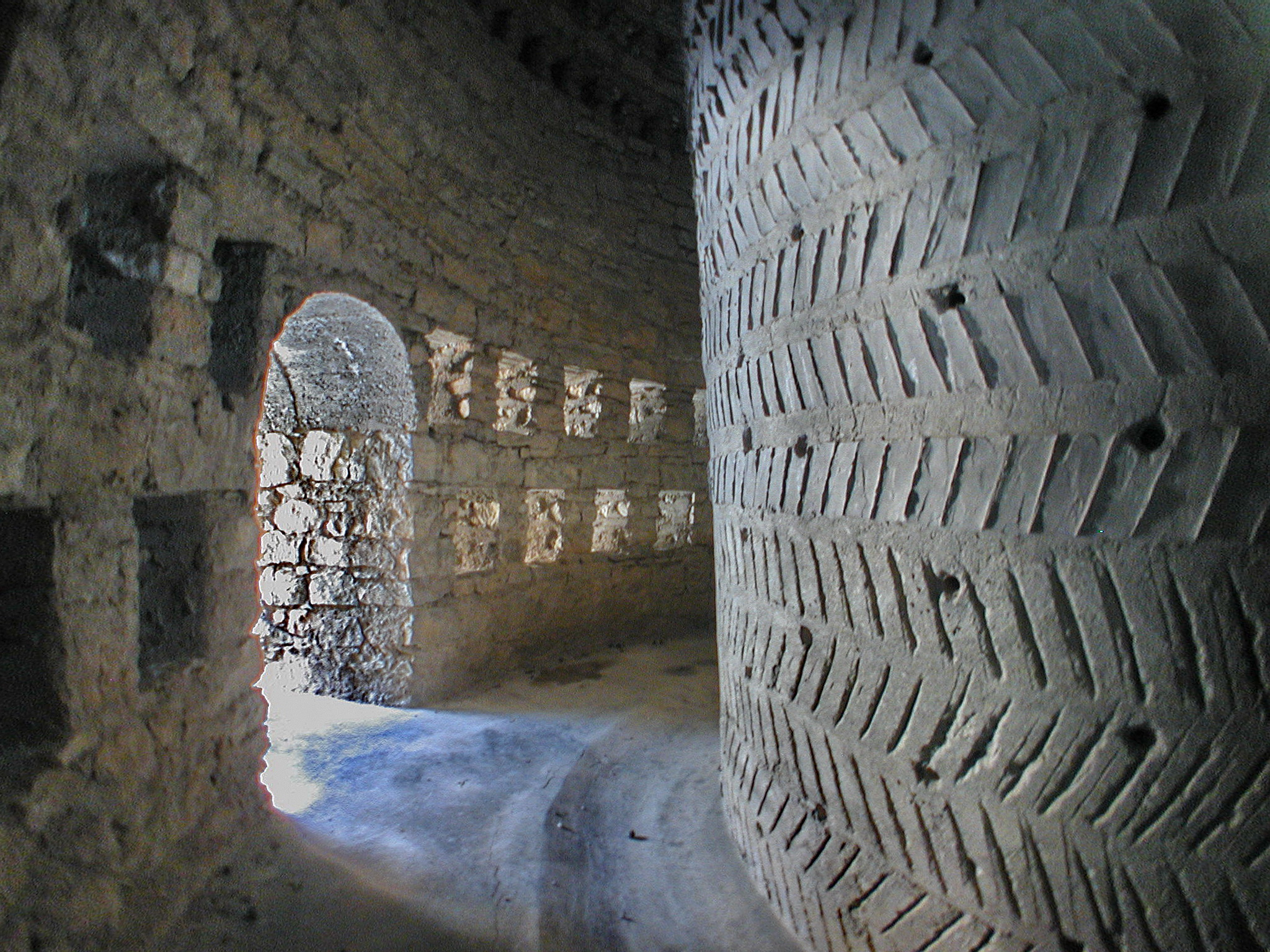
Interior del pou aeri de Achille Knapen.

Knapen, que havia treballat prèviament en els sistemes per eliminar la humitat d'edificis, es va inspirar al seu torn en l'obra de Chaptal i es va dedicar a la construcció d'un ambiciós gran pou d'aire (pou aeri) en un pujol de 180 m en Trans-en-Provence a França.[2] A partir de 1930, la construcció de la torre de rosada de Knapen va prendre 18 mesos; que encara segueix en peus, encara que en estat ruïnós. Al moment de la construcció, el condensador va atreure algun interès públic.
La torre té uns alts murs de 14 m fets de maçoneria massiva amb un gruix de 3 m on hi ha una sèrie d'obertures perquè hi entri aire. A dins hi ha una enorme columna de formigó. A la nit, tota l'estructura es refreda i durant el dia el càlid aire humit entra a l'estructura a través de les obertures altes, es refreda i surt per les obertures inferiors. La intenció de Knapen era que l'aigua s'ha de condensar al fred de la columna interna. D'acord amb la constatació del Chaptal que la superfície de condensació ha de ser dura i la tensió superficial ha de ser suficientment baixa perquè l'aigua condensada pugui degotejar, la superfície externa de la columna central estava tatxonada amb la projecció de plaques de pissarra, col·locades gairebé verticalment per afavorir el degoteig cap avall a un dipòsit col·lector a la part inferior de l'estructura. Per desgràcia, el pou aeri mai no va aconseguir assolir el rendiment esperat i va produir uns quants litres d'aigua cada dia.

### Organització Internacional per a l'aprofitament de la rosada

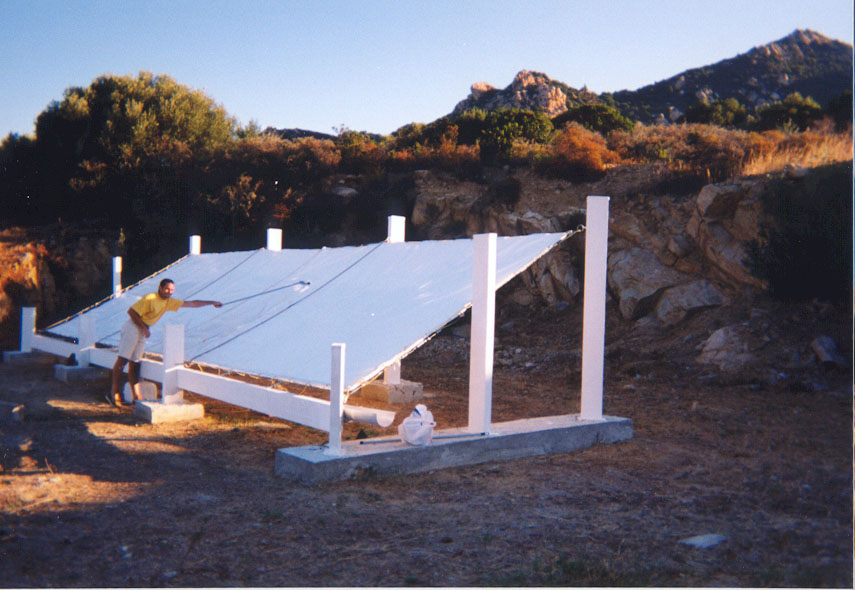
Grans "opur" condensadors de rosada a Còrsega

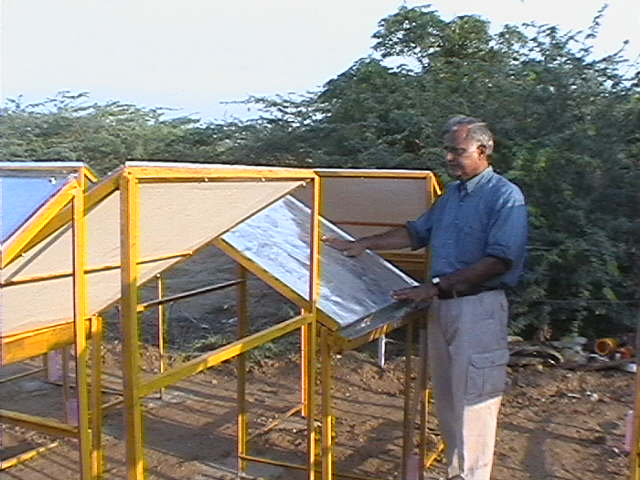
Un lloc de prova d'un condensador de rosada radiativo en el llogaret Kothar en el nord-oest de l'Índia, prop de la costa del mar Aràbic.

A finals del segle xx, s'entenen molt millor els detalls de com condensa la rosada, la idea clau és que la realitzen millor els col·lectors de baixa massa que perden ràpidament la calor per radiació. Un nombre d'investigadors va treballar en aquest mètode. A principis de 1960, es van utilitzar a Israel per al reg de les plantes uns condensadors de rosada fets de fulles de polietilè recolzats en un marc simple semblant a una botiga de campanya d'estil canadenc. Els plançons subministrats per la rosada i la molt lleugera pluja d'aquests col·lectors van sobreviure molt millor que el grup de control plantat sense aquests ajuts (tots ells es van assecar durant l'estiu). L'any 1986, a Nou Mèxic, condensadors fabricats d'un foli especial produeixen aigua suficient per abastir els arbres joves.
El 1992, un grup d'acadèmics francesos van assistir a una conferència a Ucraïna sobre la condensació de la rosada, on el físic Daniel Beysens els va presentar la història de com l'antiga Feodosia s'abasteix d'aigua de condensadors de rosada. Van estar prou intrigats perquè el 1993 ho anessin a veure per si mateixos. Arribaren a la conclusió que els monticles identificats per Zibold com a condensadors de rosada eren de fet antics túmuls (una part de la necròpolis d'antiga Feodosia) i que els tubs eren d'origen medieval i no associats amb el monticles. Van trobar les restes de condensador que va construir Zibold, i ho van examinar de prop. Aparentment, el condensador de Zibold s'havia comportat raonablement bé, però en realitat els seus resultats exactes no estan del tot clars, i és possible que el col·lector estava interceptant boira, augmentant amb això significativament el rendiment. Si el condensador del Zibold va treballar en absolut, això es va deure probablement al fet que algunes pedres prop de la superfície del monticle van ser capaces de perdre calor a la nit mentre estaven tèrmicament aïllades de la terra; no obstant això, mai no podrien haver produït el rendiment que Zibold havia previst.
Plens d'entusiasme, el grup va tornar a França per configurar la "Organització Internacional per a l'aprofitament de la rosada" (OPUR), amb l'objectiu concret de posar la rosada disponible com una font alternativa d'aigua.
OPUR va començar un estudi de condensació en condicions de laboratori; van desenvolupar una pel·lícula hidrofòbica especial i van experimentar amb instal·lacions de prova, incloent un col·lector de 30 m² a Còrsega. Entre les idees fonamentals s'inclou la idea que la massa de la superfície de condensació ha de ser tan baixa com sigui possible de manera que no pugui retenir fàcilment la calor, que ha de ser protegida de la radiació tèrmica no desitjada per una capa d'aïllament. i que ha de ser hidròfoba, per tal de llançar la humitat condensada fàcilment.
En el moment en què estaven llestos per a la primera instal·lació pràctica, es van assabentar que un dels seus membres, Girja Sharan, havien obtingut una subvenció per a la construcció d'un condensador de rosada a Kothara, Índia. A l'abril de 2001, Sharan havia notat cert condensació substancial al sostre d'una casa de camp a Toran Beach Resort a la regió costanera àrida de Kutch, on s'allotjava breument. L'any següent, es va investigar el fenomen més de prop i va entrevistar la població local. Finançat per l'Agència per al Desenvolupament Energètic de Gujarat i la del Banc Mundial, Sharan i el seu equip van passar a desenvolupar condensadors radiants passius per a ús a l'àrida regió costanera de Kutch. La venda es va iniciar el 2006.
Sharan va provar una àmplia gamma de materials i va aconseguir bons resultats amb el ferro galvanitzat i fulles d'alumini, però es va trobar que les fulles d'un plàstic especial desenvolupat per l'OPUR de només 400 µm de gruix en general treballaven fins i tot millor que les fulles de metall i era menys car. La pel·lícula de plàstic, conegut com paper OPUR, és hidròfil i està fet de polietilè barrejat amb diòxid de titani i sulfat de bari.

## Tipus
Hi ha tres enfocaments principals en el disseny dels dissipadors de calor que recullen la humitat als pous d'aire i un basat en materials la superfície dels quals està dissenyada nanotecnològicament segons l'efecte lotus : de gran massa, radiants i actius. A principis del segle xx, hi havia interès en els pous d'aire de gran massa, però malgrat molta experimentació incloent la construcció d'estructures massives, aquest enfocament ha demostrat ser un fracàs.
Des de finals del segle XX d'ara endavant, hi ha hagut molta recerca de col·lectors radiants de baixa massa ; aquests han demostrat ser molt més eficaços.

### Gran massa
Els pous aeris de gran massa intenten refredar una gran massa de maçoneria amb aire fresc de la nit que entra a l'estructura a causa de les brises o convecció natural. Al dia, la calor del sol produeix un augment de la humitat atmosfèrica. Quan l'aire del dia humit entra, es condensa a la maçoneria presumiblement fresca. Cap dels col·lectors de gran massa van resultar realment efectius i un exemple particularment cridaner és el de Knapen.
El problema amb els col·lectors de gran massa era que no podien desfer-se de prou calor durant la nit, malgrat les característiques de disseny destinades a això. Mentre que alguns pensadors han cregut que el de Zibold podria haver estat correcte després de tot, un article al Journal of Arid Environments discuteix per què dissenys de condensador de gran massa d'aquest tipus no poden produir quantitats útils de aigua:
| « | Ens agradaria posar èmfasi en el punt següent. Per obtenir la condensació, la temperatura del condensador de les pedres ha de ser inferior a la temperatura del punt de rosada. Quan no hi ha boira, la temperatura del punt de rosada és sempre inferior a la temperatura de l'aire. Dades meteorològiques mostren que la temperatura del punt de rosada (un indicador del contingut d'aigua de l'aire) no canvia apreciablement quan el clima és estable. A causa que el vent, que en última instància imposa la temperatura de l'aire al condensador, no pot refredar el condensador per assegurar-ne el funcionament. Un altre fenomen de refredament - el refredament radiatiu - ha de funcionar. Per tant, és durant el temps de la nit, quan el condensador es refreda per radiació, on l'aigua líquida es pot extreure de l'aire. És molt rar que la temperatura del punt de rosada s'incrementaria significativament per tal de superar la temperatura de les pedres dins del munt de pedres. Ocasionalment, quan això passa, la rosada pot ser abundant durant un curt període. Això és per què els intents posteriors per L. Chaptal i A. Knapen construir condensadors de rosada massius poques vegades van donar lloc a rendiments significatius. | » |

El problema amb els col·lectors de gran massa era que no podien desfer-se de prou calor durant la nit, malgrat les característiques de disseny destinades a això. Mentre que alguns pensadors han cregut que el de Zibold podria haver estat correcte després de tot, un article al Journal of Arid Environments discuteix per què dissenys de condensador de gran massa d'aquest tipus no poden produir quantitats útils de aigua:

### Col·lector radiant

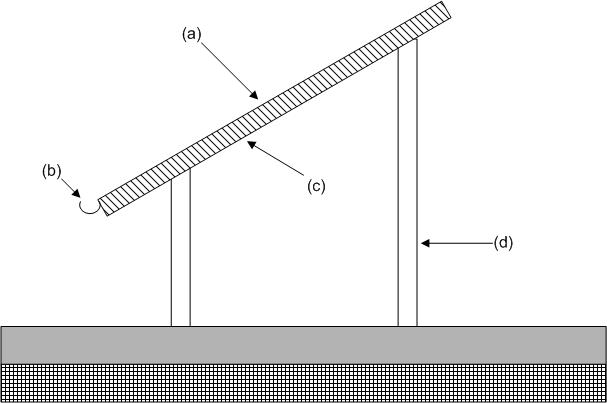
Diagrama d'un col·lector radiant. (a) irradiant / superfície de condensació, (b) canal de recollida, (c) aïllament de suport, (d) Suport.

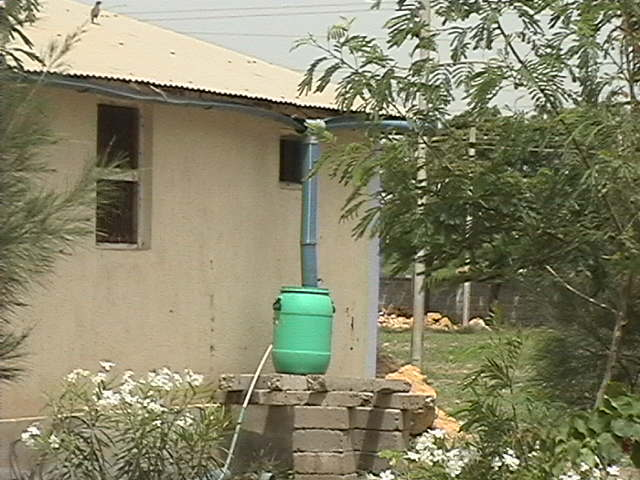
Les estructures amb sostres de metall, com aquest, es poden utilitzar per collir aigua de rosada simplement mitjançant l'addició de canalons i, per incrementar la potència, una capa d'aïllament inferior. Sense l'aïllament, la sortida dels condensadors de plàstic és gairebé la meitat.

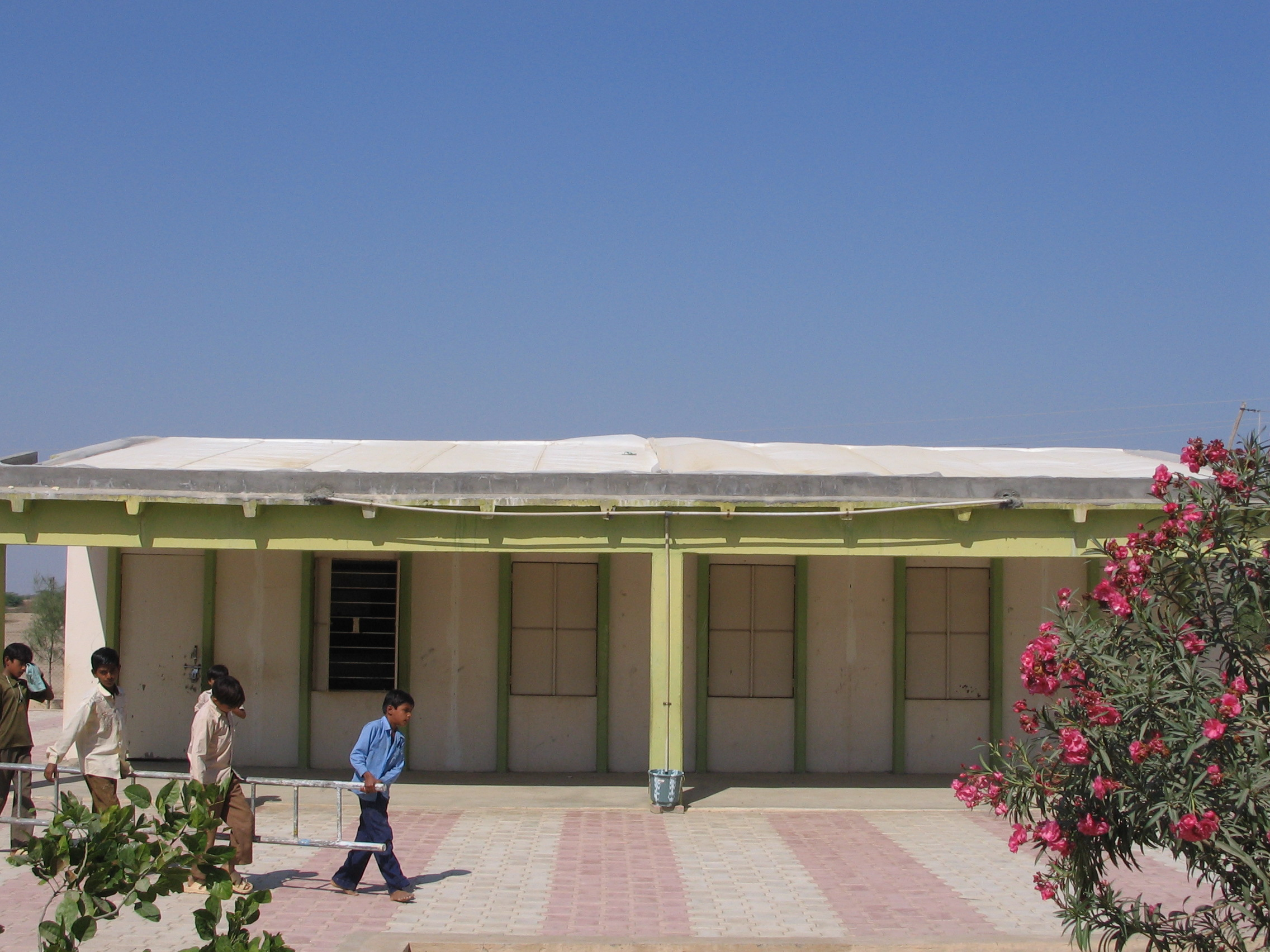
Un exemple d'una instal·lació de condensador-en-sostre és un condensador fet de pel·lícula de plàstic amb propietats especials, amb capa d'aïllament entre la pel·lícula i la superfície del formigó sostre. Aquesta instal·lació es troba als edificis escolars a Sayara (Kutch, Índia). A diferència dels sostres de metall, els sostres de ciment no atrauen la condensació sense cap tractament, per això la necessitat d'un condensador extern. El rendiment d'aquests condensadors és gairebé dues vegades més gran que el d'un sostre de metall nu, tota la resta roman constant.

Un pou d'aire radiant està dissenyat per refredar un substrat irradiant calor a l'aire nocturn. El substrat té una massa baixa, de manera que no es pot mantenir calent, i està tèrmicament aïllat de qualsevol massa, incloent-hi la planta. Un col·lector típic de radiació presenta una superfície de condensació en un angle de 30° respecte de l'horitzontal. La superfície de condensació està recolzada per una gruixuda capa de material aïllant com a escuma de poliestirè i recolzat entre 2–3 m sobre el nivell del terra. Aquests condensadors poden ser convenientment instal·lats a les teulades inclinades d'edificis baixos o recolzades per un marc simple. Encara que en altres alçades no solen funcionar tan bé, pot ser menys costós o més convenient per muntar un col·lector a prop del nivell del terra o en un edifici de dues plantes.
El condensador radiant de 600 m² que il·lustra l'inici d'aquest article està construït a prop del nivell del terra. A l'àrea del nord-oest de l'Índia on s'ha instal·lat la rosada es produeix durant 8 mesos a l'any, i la instal·lació reuneix sobre 15 mm d'aigua de rosada al dia en temporada amb prop de 100 nits de rosada. En un any ofereix un total d'uns 9000 L daigua potable per a lescola, que posseeix i gestiona el lloc.
Encara que els dissenys plans tenen l'avantatge de la simplicitat, altres dissenys com ara piràmides i cons invertits poden ser significativament més eficaços. Això és probablement pel fet que aquests dissenys protegeixen les superfícies de condensació de la calor no desitjada radiada per la baixa atmosfera, i en ser simètrics, no són sensibles a la direcció del vent.
Nous materials poden fer encara més efectius els col·lectors. Un d'aquests materials s'inspira en l'escarabat del desert de Namib, que només sobreviu amb la humitat que extreu de l'atmosfera. S'ha trobat que la part posterior es recobreix amb projeccions microscòpiques: els pics són hidròfiles i les depressions són hidròfobs. Investigadors de l'Institut de Tecnologia de Massachusetts han emulat aquesta capacitat mitjançant la creació d'una superfície amb textura que combina alternant materials hidrofòbics i hidrofílics.

### Actiu

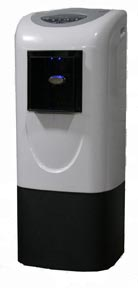
Un generador d'aigua atmosfèrica produït comercialment destinat a ús residencial.

Els col·lectors actius d'aigües atmosfèriques han estat en ús des de la comercialització de la mecànica de refrigeració. En essència, tot el que cal és que es refredi un intercanviador de calor per sota del punt de rosada, i es produirà aigua. Aquesta producció d'aigua pot tenir lloc com a subproducte, possiblement no desitjat, de la deshumidificació. El sistema d'aire condicionat de la Burj Khalifa a Dubai, per exemple, produeix uns 15 m³ daigua cada any, que sutilitza per al reg de les plantes dels jardins de la torre.
Com que la refrigeració mecànica requereix molta energia, els col·lectors actius es troben normalment restringits a llocs on no hi ha subministrament d'aigua que pugui ser dessalada o purificada a un cost més baix i que el lloc estigui prou lluny d'una font d'aigua fresca per fer-ne el transport poc econòmic. Aquestes circumstàncies són poc comunes, i fins i tot llavors les grans instal·lacions, com la que es va intentar als anys 1930 a Cook a Austràlia del Sud, fallen a causa dels costos de funcionament de la instal·lació, ja que era més barat el transport d'aigua des de grans distàncies.
En el cas de les petites instal·lacions, la comoditat en pot superar el cost. Hi ha una àmplia gamma de petites màquines dissenyades per utilitzar-les a les oficines que produeixen uns quants litres d'aigua potable procedents de l'atmosfera. Tot i això, hi ha circumstàncies en què realment no hi ha font d'aigua diferent de l'atmosfera. Per exemple, en la dècada de 1930, els dissenyadors americans afegeixen sistemes de condensadors per a dirigibles ; en aquest cas l'aire utilitzat eren els gasos d'escapament dels motors, que contenia aigua addicional com a producte de la combustió. La humitat es recollia i es feia servir com a llast addicional per compensar la pèrdua de pes quan es consumeix el combustible. Mitjançant la recopilació de llast d'aquesta manera, la flotabilitat de l'aeronau es pot mantenir relativament constant sense haver d'alliberar gas d'heli, que és car i les quantitats són limitades.
Més recentment, a l'Estació Espacial Internacional, el mòdul Zvezdá inclou un sistema de control de la humitat. L'aigua que recull s'utilitza generalment per subministrar al sistema "ISS ECLSS/Elektron", que produeix l'electròlisi de l'aigua en hidrogen i oxigen, però pot ser utilitzada per beure en una emergència.
Hi ha un nombre de dissenys que minimitzen els requeriments d'energia dels condensadors actius:
- Un mètode consisteix a utilitzar el terra com un dissipador de calor aspirant aire a través de canonades subterrànies.[54] Això es fa sovint per proporcionar una font d'aire fresc per a un edifici per mitjà d'un intercanviador en pous canadencs (també conegut com a tubs terra ), en què la condensació és considerada generalment com un problema significatiu.[55] Un problema important amb aquests dissenys és que els tubs subterranis estan subjectes a contaminació i són difícils de mantenir nets. Els dissenys d'aquest tipus requereixen aire que se subministrarà a través de les canonades per un ventilador, però la potència necessària es pot proporcionar (o complementar) per un aerogenerador.[56]
- Aigua de mar freda s'utilitza a l'hivernacle d'aigua marina on alhora refresca i humidifica l'interior d'una estructura similar a un hivernacle. El refredament pot ser tan eficaç que no només les plantes de dins obtenen el benefici de la reducció de transpiració, sinó que a més la rosada s'acumula a la part exterior de l'estructura i pot ser fàcilment recollida per canaletes.[3]
- Un altre tipus de col·lector d'aigua atmosfèric fa ús de dessecants que absorbeixen aigua de l'atmosfera a temperatura ambient, això fa que sigui possible extreure la humitat, fins i tot quan la humitat relativa és tan baixa com un 14 %.[57] Els sistemes d'aquest tipus han demostrat ser molt útils com a subministraments d'emergència d'aigua potable.[58][59] Per a la regeneració, el dessecant necessita ser escalfat.[60] En alguns dissenys l'energia de regeneració se subministra pel sol; l'aire es ventila a la nit sobre un llit de dessecants que absorbeixen el vapor d'aigua. Durant el dia, les instal·lacions estan tancades, l'efecte hivernacle augmenta la temperatura, i com que a les piscines de dessalinització solar, el vapor d'aigua es desprèn parcialment, es condensa en una part freda i es recull.[3]
- Una empresa francesa ha dissenyat recentment una petita turbina de vent que utilitza un generador elèctric de 30 kW a l'interior per alimentar un sistema de refrigeració mecànica per condensar l'aigua.[61]

### Nanotecnològics
El Groasis Waterboxx és un dispositiu dissenyat per ajudar al creixement dels arbres en àrees seques. Va ser inventat i desenvolupat per Pieter Hoff, un antic exportador de flors holandès, i va guanyar el premi de tecnologia verda de Popular Science de "El Millor de la Nova Innovació" de l'any 2010.
Les propietats superhidròfobes o hidròfobes s'han utilitzat en la recol·lecció de rosada, o la canalització d'aigua a una conca per utilitzar-la en el reg. El Groasis Waterboxx té una tapa amb una estructura piramidal microscòpica, basada en les propietats superhidròfobes de l'efecte lotus que canalitzen la condensació de l'aigua de la rosada i l'aigua de pluja en un recipient per alliberar les arrels d'una planta que es cultiva.